# Erna Van Wauwe
Erna Roosens-Van Wauwe, geboortenaam Erna Van Wauwe (Kallo, 10 april 1952) is een Belgisch voormalig politica voor de VLD.

## Levensloop
Van Wauwe werd beroepshalve zelfstandige en ondernemer. Samen met haar echtgenoot Melchior Roosens stond ze aan het hoofd van een internationaal transportbedrijf.
Ze trad toe tot de liberale partij VLD en was voor deze partij van 1994 tot 2009 gemeenteraadslid van Beveren. Van 2003 tot 2009 was ze tevens voorzitter van de lokale VLD- en vervolgensOpen Vld-afdeling in Beveren. In 2009 nam Van Wauwe ontslag uit haar politieke mandaten.
Van Wauwe was bij de Vlaamse verkiezingen van juni 1999 eerste opvolger in het kiesarrondissement Dendermonde-Sint-Niklaas. Begin juli 2003 volgde ze Karel De Gucht op als Vlaams Parlementslid, nadat deze de overstap maakte naar de Kamer van volksvertegenwoordigers. Van Wauwe oefende dit mandaat uit tot juni 2004 en was vast lid van de commissie Welzijn, Volksgezondheid en Gelijke Kansen. Ook zetelde ze vanaf januari 2004 in de commissie Onderwijs, Vorming en Wetenschapsbeleid.